# Mick Woodmansey
Mick 'Woody' Woodmansey (* 4. února 1951, Driffield, East Yorkshire, Anglie) je anglický rockový bubeník, nejvíce známý z vystupování s Davidem Bowiem a skupinou The Spiders from Mars. Po smrti Bowieho v lednu 2016 je posledním přeživším členem sestavy Ziggy Stardust.

## Hudební kariéra
Woodmansey se připojil k Bowieho doprovodné skupině The Hype, ze které se později stala skupina The Spiders from Mars. Hrál na Bowieho albech The Man Who Sold the World (1970), Hunky Dory (1971), The Rise and Fall of Ziggy Stardust and the Spiders from Mars (1972) a Aladdin Sane (1973).
Woodmanseye nahradil ve skupině The Spiders from Mars Aynsley Dunbar, který hrál na dalším Bowieho albu Pin Ups z roku 1973. Woodmansey obnovil skupinu The Spiders from Mars společně s baskytaristou Trevorem Bolderem pro nahrání jednoho alba. Toto vyžadovalo personální změny, kdy sólovou kytaru hrál Dave Black, protože Mick Ronson nebyl k dispozici a Pete McDonald suploval sólový zpěv. Hostující klávesista Mike Garson, byl hlavní součástí Bowieho sestavy z období Ziggy Stardusta. Sám Bowie na tomto albu, které se jmenovalo The Spiders From Mars, neměl žádný podíl.
Po konečném rozpadu Spiders si založil vlastní skupinu Woody Woodmansey's U-Boat, kde hráli Phil Murray, Frankie Marshall, Phil Plant a Martin Smith, v roce 1977 pak vydali debutové album U Boat in 1977. Album bylo znovu vydáno v roce 2006 jako Woody Woodmansey's U-Boat (Castle Music ESMCD895).
Woodmansey také hrál s Artem Garfunkelem.

## Diskografie

### S Davidem Bowiem
- The Man Who Sold the World (1970)
- Hunky Dory (1971)
- The Rise and Fall of Ziggy Stardust and the Spiders from Mars (1972)
- Aladdin Sane (1973)
- Ziggy Stardust - The Motion Picture (nahráno živě 1973, oficiálně vydáno 1983)
- Santa Monica '72 (nahráno živě 1972, oficiálně vydáno 1994)

### S Danou Gillespie
- Weren't Born a Man (1974)

### S The Spiders From Mars
- The Spiders from Mars (1976)

### S Woodmansey's U-Boat
- Woody Woodmansey's U-Boat (1977)

### Se Screen Idols
- Premiere (1979)

### S Cybernauts
- Cybernauts Live (2001)

### S 3-D
- Future Primitive (2008)